# Kopalnia Węgla Kamiennego Knurów

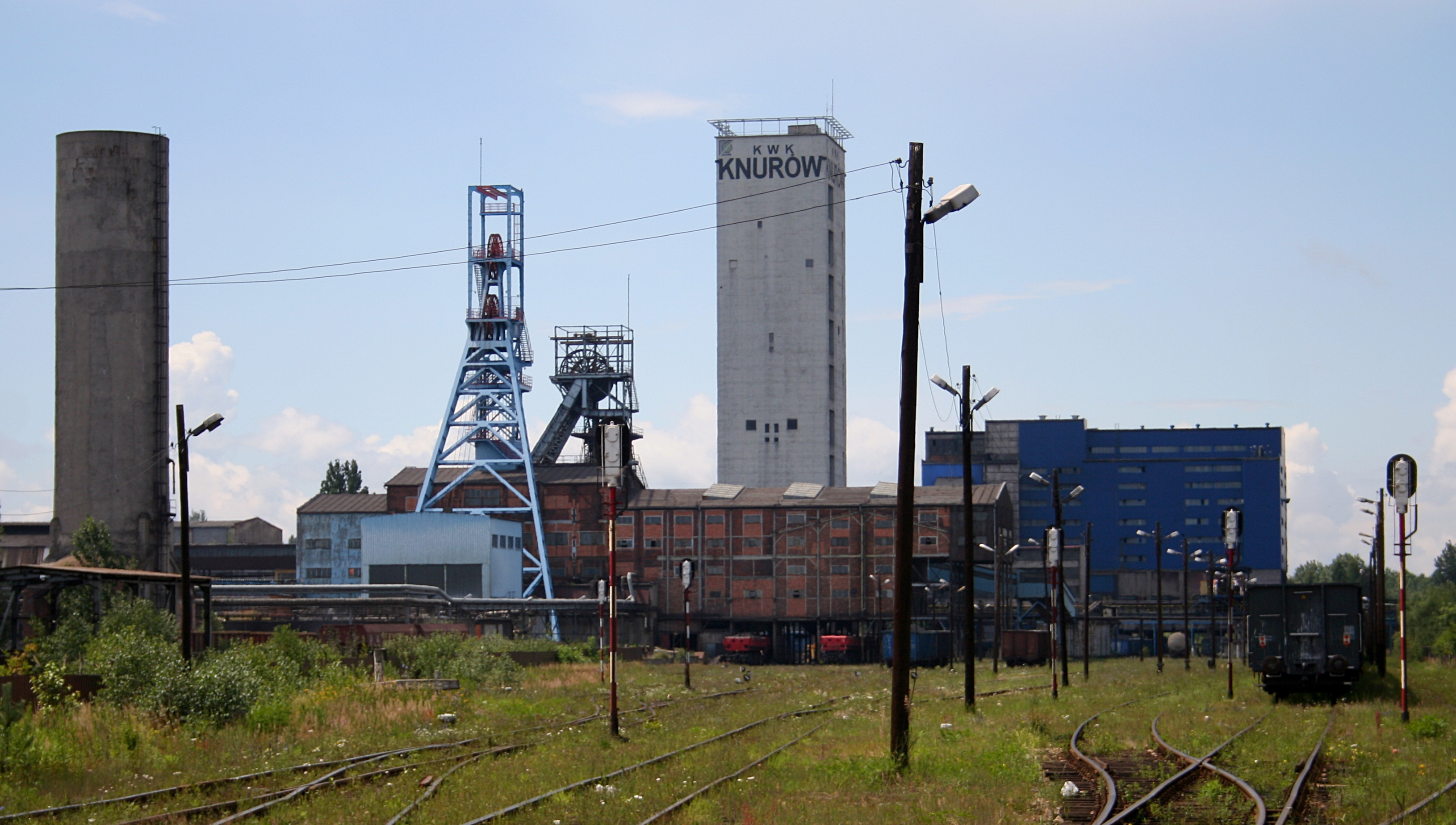
KWK Knurów. Szyby "Paweł" (po lewej) rozebrany już "Piotr" (w środku) z napędem parowym i "Jan" (po prawej).

Kopalnia Węgla Kamiennego Knurów – kopalnia węgla kamiennego, położona w województwie śląskim, w powiecie gliwickim, w Knurowie. Od 2009 roku stanowi Ruch „Knurów” zespolonej kopalni „Knurów-Szczygłowice”.

## Historia
Powstała w latach 1903–1910. W czasie okupacji hitlerowskiej należała do koncernu Hermann Göring. Głównym inicjatorem był Gustaw von Velsen – dyrektor ministerialny w Departamencie Górnictwa w Berlinie. Budowę kotłowni, kuźni i warsztatów rozpoczęto w maju 1903 r. Głębiono też szyb Velsen-Schacht. Przy głębokości 214 m natrafiono na pokłady węgla.
W 1908 roku załoga kopalni liczyła 902 pracowników i wydobyto 70,6 tys. ton węgla.
Przed I wojną światową zatrudniano tutaj cudzoziemców, a w trakcie wojny jeńców wojennych.
Po powstaniach śląskich, kopalnia stała się własnością Skarbu Państwa Polskiego, zarząd pełniła Spółka Polskie Kopalnie Skarbowe.
17 września 1922 roku nadano nazwy szybom kopalnianym. Szybom I i II znajdującym się na Polu Wschód – noszącym dotychczas nazwy von Velsen I i II nadano imiona „Piotr” i „Paweł”. Na propozycję francuskiego personelu, który wtedy zarządzał kopalnią, szybowi IV na Polu Zachód nadano imię „Foch”, dla uczczenia marszałka Francji  Ferdynanda Focha. W uroczystości brał udział Wojciech Korfanty.
W czasie II wojny światowej była zarządzana przez koncern Hermann Göring. Pod koniec wojny niemieckie kierownictwo w pośpiechu opuszczało zakład, grupa 73 górników nie dopuściła do jej zatopienia i zabezpieczyła kopalnię. Dzięki temu już w styczniu 1945 roku rozpoczęto wydobycie.
W pierwszych miesiącach po wojnie wydobycie dzienne nie przekraczało 1300 ton węgla, natomiast w 1948 roku kopalnia wydobyła ponad milion ton węgla.
Od 1993 roku kopalnia należała do Gliwickiej Spółki Węglowej, a do 2003 do spółki Kompania Węglowa S.A. W 2009 została połączona z  kopalnią „Szczygłowice” pod nazwą KWK „Knurów-Szczygłowice” i od 2014 roku należy do Jastrzębskiej Spółki Węglowej S.A.
Zachował się tylko jeden stary szyb – „Paweł”. Szyb „Piotr” został rozebrany, a jego koła trafiły do Muzeum Ziemi Górnośląskiej w niemieckim Ratingen. 
Ruch Knurów jest zabezpieczany przez Okręgową Stację Ratownictwa Górniczego w Wodzisławiu Śląskim.